# Метеорологічний (зупинний пункт)
Метеорологі́чний — пасажирський залізничний зупинний пункт Луганської дирекції Донецької залізниці.
Розташований у місті Дебальцеве, Дебальцівська міська рада, Донецької області на лінії Дебальцеве — Попасна між станціями Імені Крючкова О.М. (5 км) та Дебальцеве (3 км).
Через військову агресію Росії на сході Україні транспортне сполучення припинене.